# Marie Laberge
Marie Laberge (29 de noviembre de 1950, Quebec) es una dramaturga, novelista, actriz y directora de cine canadiense. De lengua francófona, es conocida por su trayectoria de dramaturga, mientras que en Canadá es conocida por su obra literaria.

## Biografía
Marie Laberge nació en Quebec, Canadá. Estudió con los Jesuitas, para más tarde acercarse al baile con Ludmilla Chiriaeff. Después de estudiar periodismo, que abandona en 1970, se dedica a actividades  teatrales, y entra en el Conservatorio de arte dramático de Quebec, en el que se diploma. Interpreta diferentes obras de teatro en el Quebec, antes de dedicarse a la escenificación y a la enseñanza de arte dramático. Como dramaturga, ha escrito veinte piezas, la mayoría de las cuales han sido representadas en el Quebec y en varios estados europeos. Entre las más notables, destacan:
- L'Homme gris, representada en Francia, Bélgica, Alemania, Italia, Países Bajos y Letonia.
- Oublier (Premio a la mejor producción teatral de Bruselas 1987-1988).
- Aurélie, ma sœur (producida en 1994 en el Gate Théâtre de Londres),
- Le Faucon, presentada en 1996 en el Festival des Francophonies en Limousin de Limoges.

Es también guionista, ha administrado el Teatro del Tridente (1977 a 1980), así como el Centro de estudios de arte dramático (1978 a 1981), del cual ha sido la presidenta de 1987 a 1989. Marie Laberge ha escrito cinco novelas antes de redactar la trilogía titulada Le Goût lleva bonheur (Gabrielle, Adélaïde y Floreciente), de la cual ha vendido más de 500.000 ejemplares. Her plays are written in the way that people in Quebec speak French everyday as opposed to a more literary formal style of speech. In 1988, the French summer school at McGill University hosted an international colloquium on her work.
Entre mayo y junio de 1995 redactó el preámbulo de la Declaración de Independencia de Quebec, en colaboración con Gilles Vigneault, Fernand Dumont y Jean-François Lisée, entre otros.
El 2006, escribe una canción para Céline Dion titulada Le temps qui compte, musicada por Jacques Veneruso. Esta canción ha aparecido en el último álbum de la cantante: D'Elles, publicado el 21 de mayo del 2007.
Desde 2009, Marie Laberge publica una novela epistolar -Les letres de Martha-, una correspondencia que mantiene personalmente con sus lectoras y lectores. Selected poetry from this period was published as Aux mouvances du temps: Poésie 1961-1971 (1981).

## Premios
- 1981: Prix du Gouverneur général 1981, C'était adelante la guerre à la Anse-à-Gilles
- 1982: Prix du Gouverneur général 1982, Avec l'hiver qui s'en vient (nominación)
- 1987: Prix du Gouverneur général 1987, Oublier (nominación)
- 1988: Caballero de la orden de las Artes y de las Letras
- 1989: Medalla Raymond-Blais
- 1992: Prix du Gouverneur général 1992, Pierre ou la consolation (nominación)
- 1993: Grand Prix des lectrices d'Elle Québec, Quelques adieux
- 1996: Oficial de la orden del Canadá
- 1997: Prix Ludger-Duvernay, L'Homme gris
- 1997: Prix du grand public du Salon du livre de Montréal - La Presse, Annabelle
- 1997: Prix des libraires du Québec, Annabelle
- 1999: Prix des libraires du Québec, La cérémonie des anges
- 2000: Miembro de la Academia de Grands Québécois
- 2001: Prix du grand public du Salon du livre de Montréal - La Presse, Le goût du bonheur
- 2002: Prix du grand public du Salon du livre de Montréal - La Presse, Florent
- 2002: Grand Prix littéraire Archambault
- 2002: Caballero de la orden de la Pléiade
- 2004: Caballero de la Orden nacional del Québec
- 2004: Oficial de la Orden de las Artes y de las Letras

## Obras

### Teatro
- Avec l'hiver qui s'en vient (1980)
- Le Banc (1983)
- Deux tangos pour toute une vie (1984)
- L'Homme gris (1986)
- Oublier (1987)
- Aurélie, ma sœur (1988)
- Le Faucon (1991)
- Aurélie, ma sœur (1992)
- Pierre ou la Consolation (1992)
- Jocelyne Trudelle trouvée morte dans ses larmes (1992)
- C'était avant la guerre à l'Anse-à-Gilles (1995)
- Le night cap bar (1997)
- Charlotte, ma sœur (2005)

### Novelas
- Juillet (1989)
- Quelques adieux (1992)
- Le Poids des ombres (1994)
- Annabelle (1996)
- La Cérémonie des anges (1999)
- Le Goût du bonheur: Gabrielle (2000)
- Le Goût du bonheur: Adélaïde (2001)
- Le Goût du bonheur: Florent (2001)
- Sans rien ni personne (2007)
- Des nouvelles de Martha (2009), (2010), (2011)

### Cine
- Les Heures précieuses (1989)